# Liste des Justes de l'Eure
Compléments
Reconnus par Yad Vashem de 1982 à 2013.
Les « Justes » dans le département de l'Eure sont les personnes qui dans ce département français ont protégé les Juifs pendant la Seconde Guerre mondiale, et ont reçu le titre de « Juste parmi les nations » décerné par l'Institut Yad Vashem. 
Quatorze personnes du département de l'Eure sont reconnues Justes parmi les nations. La liste en est présentée par commune ou hameau, selon les informations du Yad Vashem et le découpage administratif de l'époque.

## Liste par lieu

### Breteuil-sur-Iton
À Breteuil-sur-Iton, un couple de justes est reconnu par le Yad Vashem, Agnès et Bernardus Zoetelief :
- Agnès Zoetelief-Tromp, née De Sitter (1908-1995), agricultrice[1] ;
- Bernardus Zoetelief-Tromp (1904-1990), agriculteur[1] ;
Agnès et Bernardus Zoetelief-Tromp sont agriculteurs à Bordigny, à côté de Breteuil. Ils prennent en charge les jeunes Jean et Jacqueline Rakovsky lorsque leurs parents sont arrêtés. Ils sont reconnus Justes parmi les nations en 2002[1].

### Breuilpont
À Breuilpont, un couple de justes est reconnu par le Yad Vashem, François et Françoise Le Cardinal :
- François Le Cardinal (1891-1953), cultivateur[2] ;
- Françoise Le Cardinal, née Laquay (1890-1961), cultivatrice[2].
François et Françoise Le Cardinal s'occupent de trois enfants juifs : René Farkas, Pierre Elner Bleuer et Gisèle Robert. Ils sont reconnus Justes parmi les nations en 2010[2].

### Évreux
À Évreux, le pasteur Émile Dallière est reconnu Juste :
- Émile Dallière, pasteur protestant[3],[4].
Le pasteur Émile Dallière prend en charge en 1943 le jeune Philippe Amarillo. Lorsqu'Évreux devient trop dangereux, il confie l'enfant à Madame Bailly, à Romainville. Il est reconnu Juste parmi les nations en 1994[3],[4].

### Hauville
À Hauville, c'est le directeur d'école Georges Lerat qui est reconnu Juste :
- Georges Lerat (1913-2002), directeur d'école[5].
Georges Lerat, comme secrétaire de mairie, a connaissance au printemps 1942 de l'imminence de l'arrestation des familles Noukkhimowski et Trétiak, par la Gestapo, sur dénonciation. Il leur organise une cachette provisoire, leur procure de faux papiers et leur trouve un passeur pour franchir la ligne de démarcation. Il est reconnu Juste parmi les nations le 24 février 2010[5].

### La Chapelle-du-Bois-des-Faulx
À La Chapelle-du-Bois-des-Faulx, l'institutrice est reconnue Juste :
- Henriette Duchemin, institutrice[6],[7].
Institutrice et secrétaire de mairie, Henriette Duchemin s'active pour sauver les enfants Juifs et aide Rita Breton à les cacher dans la région. Elle leur procure de faux papiers, les place dans des familles sans révéler leur origine, et en apprenant aux enfants à la dissimuler. Henriette Duchemin est reconnue Juste parmi les nations en 1982[6],[7].

### Mesnil-sur-l'Estrée
Au Mesnil-sur-l'Estrée, les Gastelais, éleveurs, sont reconnus Justes :
- Geneviève Gastelais, née Moreau (1909-1974), éleveur[8] ;
- René Gastelais (1909-1969), éleveur[8].
Geneviève Gastelais, avec son mari, héberge et cache Paula Ringart, sa mère Rosa Oistrach et sa fille Anna Ringart. Elle sollicite Aimé Breton pour leur fournir des faux papiers et leur trouver d'autres lieux d'accueil successifs. Les époux Gastelais sont reconnus Justes parmi les nations en 2008[8].

### Normanville
À Normanville, Marie Bailly et sa fille Odette sont reconnus Justes :
- Marie Bailly (née Levain)[9],[10] ;
- Odette Jouan, née Bailly (1913-2009), infirmière[9],[10].
Sollicitée par le pasteur Emile Dallière, Marie Bailly accepte de recueillir le jeune Philippe, âgé de cinq ans, et dissimule son identité. Marie Bailly et sa fille Odette Jouan sont reconnues Justes parmi les nations en 1996[9],[10].

### Saint-Georges-Motel
À Saint-Georges-Motel, le bûcheron Louis Grenouillet et son épouse sont reconnus Justes :
- Louis Grenouillet (1885-1960), bûcheron[11] ;
- Marguerite Grenouillet, née Barny (1890-1975)[11].
Louis et Marguerite Grenouillet accueillent et cachent cinq enfants juifs, dont le jeune Simon Grobman, 10 ans, confié par une résistante juive. Ils sont reconnus Justes parmi les nations le 29 janvier 2013[11].

### Saint-Ouen-de-Thouberville
À Saint-Ouen-de-Thouberville, l'agricultrice Pauline Lebarbier est reconnue Juste :
- Pauline Lebarbier, agricultrice[12],[13].
Pauline Lebarbier accueille en 1942 la jeune Rachel Brenner, six ans, et la cache. Elle est reconnue Juste parmi les nations le 27 mars 1996[12],[13].